# Siguiri (prefektura)
Siguiri – prefektura w północno-wschodniej części Gwinei, w regionie Kankan. Zajmuje powierzchnię 18 500 km². W 1996 roku liczyła ok. 271 tys. mieszkańców. Siedzibą administracyjną prefektury jest miejscowość Siguiri.